# ويليام إس. كينيون
ويليام إس. كينيون (بالإنجليزية: William S. Kenyon) هو قاضي ومحامي وسياسي أمريكي، ولد في 13 ديسمبر 1820 في كاتسكيل في الولايات المتحدة، وتوفي في 10 فبراير 1896 في كينغستون في الولايات المتحدة. حزبياً، نشط في الحزب الجمهوري. وقد انتخب عضو مجلس النواب الأمريكي.